# Mistrzostwa Ameryki Południowej w Lekkoatletyce 1919
1. Mistrzostwa Ameryki Południowej w lekkotletyce – zawody lekkoatletyczne, które odbyły się w urugwajskim mieście w Montevideo w roku 1919. Medalistami były tylko 2 państwa: Urugwaj (gospodarz) i Chile. Startowali tylko mężczyźni.

## Mężczyźni
| Konkurencja          | 1. miejsce        | Wynik   | 2. miejsce         | Wynik   | 3. miejsce         | Wynik   |
| -------------------- | ----------------- | ------- | ------------------ | ------- | ------------------ | ------- |
| 100 m                | Henry Bowles      | 11.8    | Marcelo Uranga     | 12.0    | Ricardo Müller     | 12.1    |
| 200 m                | Isabelino Gradín  | 23.2    | Julio Gorlero      | 23.4    | Ricardo Müller     | 23.8    |
| 400 m                | Isabelino Gradín  | 52.4    | Armando Camus      | 53.0    | Carlos Stevens     | 54.6    |
| 800 m                | Juan Campos       | 2:04.8  | Armando Camus      | 2:06.4  | Carlos Stevens     | 2:07.0  |
| 1500 m               | Juan Baeza        | 4:29.8  | Manuel Moraga      | 4:30.0  | Enrique Calderón   | 4:31.4  |
| 10 000 m             | Gilberto Martínez | 33:57.0 | Juan Baeza         | 34:41.2 | Enrique Calderón   | 34:55.6 |
| 110 m ppł            | Harold Rosenqvist | 17.0    | Julio Kilián       | 17.2    | Adolfo Reccius     | 18.0    |
| 200 m ppł            | Julio Kilián      | 27.2    | Adolfo Reccius     | —       | Harold Rosenqvist  | 28.0    |
| 400 m ppł            | Julio Kilián      | 59.2    | Adolfo Reccius     | 61.4    | Andrés Mazzali     | 62.0    |
| Skok wzwyż           | Carlos Patiño     | 1.72    | Hernán Orrego      | 1.70    | Arturo Filloy      | 1.68    |
| Skok wzwyż z miejsca | Carlos Patiño     | 1.40    | Carlos Fernández   | 1.38    | Arturo Filloy      | 1.38    |
| Skok o tyczce        | Eugen Fonck       | 3.20    | José Amejeiras     | 3.15    | Héctor Berruti     | 3.15    |
| Skok w dal           | Ricardo Müller    | 6.68    | Adolfo Reccius     | 6.53    | Ricardo Filloy     | 6.47    |
| Skok w dal z miejsca | Hugo Krumm        | 3.07    | Carlos Patiño      | 2.95    | Ernesto Ramón      | 2.91    |
| Pchnięcie kulą       | Teodoro Scheihing | 11.47   | Víctor Zaragoza    | 11.22   | Harold Rosenqvist  | 10.95   |
| Rzut dyskiem         | Alberto Warncken  | 35.80   | Leonardo de Lucca  | 33.68   | Fernando Capellini | 33.44   |
| Rzut młotem          | Leonardo de Lucca | 32.57   | Evaldo Homberg     | 31.97   | Teodoro Scheihing  | 30.40   |
| Rzut oszczepem       | Arturo Medina     | 45.95   | Fernando Capellini | 43.27   | Evaldo Homberg     | 40.50   |
| Sztafeta 4 x 400 m   | Chile             | 3:39.0  | Urugwaj            | 3:39.4  | —                  | —       |

## Tabela medalowa zawodów
| Pozycja | Państwo |    |    |    | Łącznie |
| ------- | ------- | -- | -- | -- | ------- |
| 1       | Chile   | 11 | 11 | 11 | 33      |
| 2       | Urugwaj | 8  | 8  | 7  | 23      |